# Sint-Leonarduskerk (Spijker)
De Sint-Leonarduskerk (Frans: Église Saint-Léonard) is de parochiekerk van de gemeente Spijker, gelegen aan het Place de la Mairie, in het Franse Noorderdepartement.

## Geschiedenis
De voorganger van de huidige kerk, met onderdelen uit de 11e en 17e eeuw, werd verwoest in juni 1940, tijdens de Slag om Duinkerke.
In 1954 begon men met de bouw van een nieuwe kerk naar ontwerp van Lucien Beun. Deze kerk werd in 1959 ingezegend en was daarmee de eerste na de Tweede Wereldoorlog herbouwde kerk in Frans-Vlaanderen die weer in gebruik werd genomen.

## Gebouw
Het is een bakstenen zaalkerk met vierkante plattegrond, bedekt met twee gekruiste zadeldaken. Aldus ontstaan er vier gevels die elk voorzien zijn van vensters. Onder één daarvan bevindt zich het altaar. Op één der hoeken bevindt zich een klokkentoren. Deze bevat een klok van 1598 met Vlaamse tekst: Gegoten is deze klock, goet van Toone … Men sal se luyden alst bliksemt of dondert.

## Interieur
Van 1675 zij twee panelen van een drieluik. In de doopkapel vindt men een houten beeld van Sint-Anna te Drieën (18e eeuw) en een houten ecce homo. Het doopvont werd vervaardigd door Maurice Ringot.